# Cine de Uganda

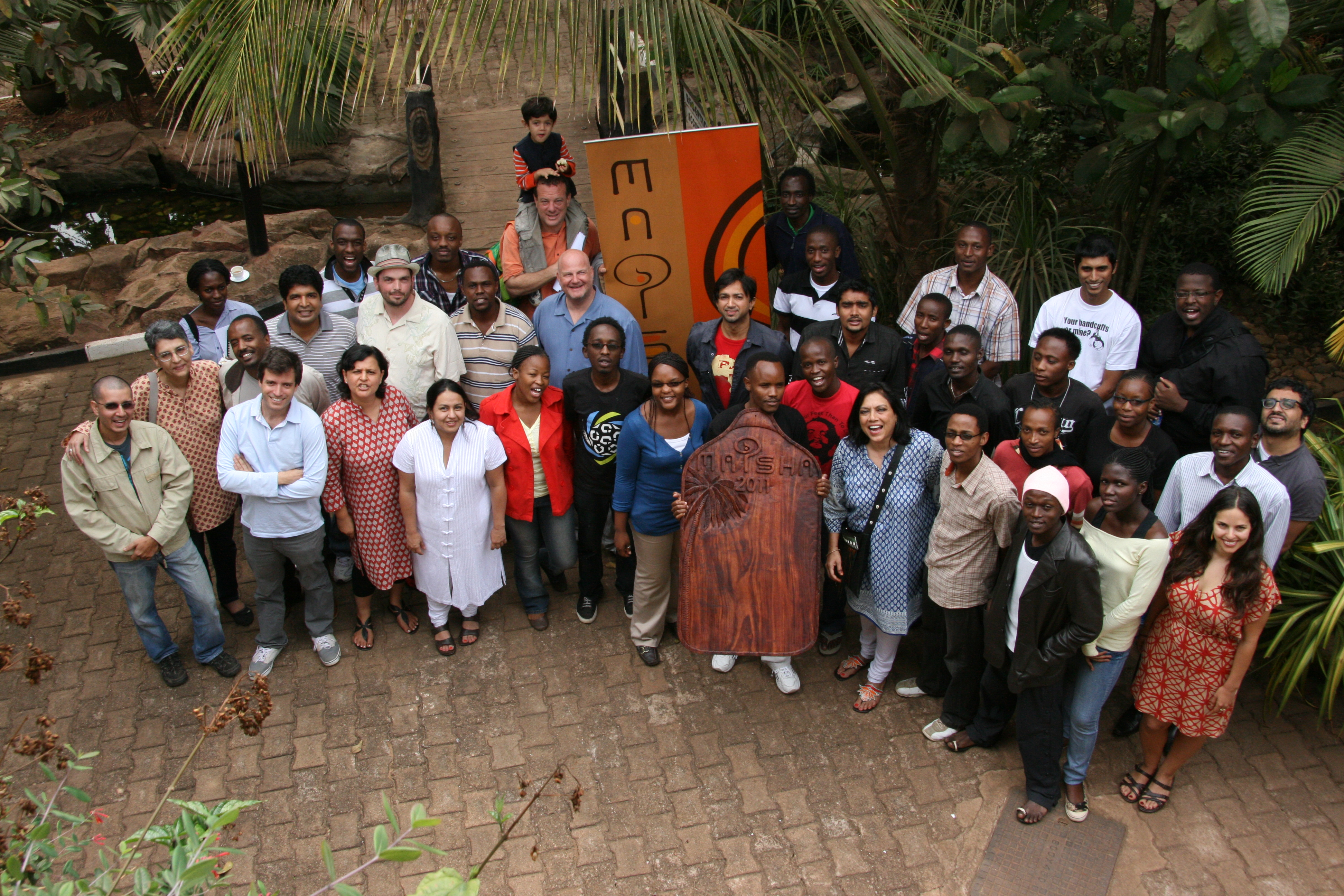
Maisha Film Lab, equipo de producción cinematográfica de Uganda

La industria cinematográfica emergente en Uganda es conocida como Ugawood o Kinauganda por los lugareños. Aunque se trata de una industria reciente, algunas películas del director Jayant Maru han sido incluidas en el catálogo de servicios como Amazon Prime, y en 2019 el filme Kony: Order from Above fue presentada como candidata en la categoría de mejor largometraje internacional en los Premios Óscar.

## Generalidades
La producción de 2005 Feelings Struggle, dirigida por Ashraf Ssemwogerere, se considera la primera película de Ugawood. Se afirma que esta industria cinematográfica en constante crecimiento procede de Hollywood, al igual que Nollywood y Bollywood. En un artículo publicado en un periódico local de Uganda sobre la denominación de la industria, los cineastas Kuddzu Isaac, Matt Bish y Usama Mukwaya fueron citados argumentando que Ugawood sería el nombre más apropiado para la industria.
Algunas películas son financiadas por las ONG mediante subvenciones culturales. Otras películas se producen con muy bajos presupuestos de producción. A pesar de ello, la industria cinematográfica de Uganda es bastante productiva. Ramon Film Productions, de Isaac Nabwana, con sede en Wakaliga, ha producido más de cuarenta películas de acción de bajo presupuesto en los últimos diez años. El estudio es más conocido por su película de 2010 ¿Quién mató al capitán Alex?, cuya producción costó cerca de 200 dólares.
El cineasta Jayant Maru, de MAHJ Productions, ha dado a Uganda éxitos de taquilla y crítica como The Route, K3NT & KAT3 Y Sipi, que no solo han sido nominadas en varios festivales internacionales, sino que también han cosechado una serie de elogios y han llegado a plataformas como Amazon Prime.
La Comisión de Comunicaciones de Uganda organiza el Festival de Cine de Uganda para promover la industria cinematográfica del país. En 2013, la película State Research Bureau obtuvo cuatro premios. En 2014, The Felistas Fable ganó cuatro galardones, incluido el de mejor director para Dilman Dila. El Pearl International Film Festival se celebra anualmente en la ciudad de Kampala.
En 2019, la película Kony: Order from Above fue la primera película ugandesa que se presentó al Premio de la Academia al Mejor Largometraje Internacional.

## Personas y compañías notables

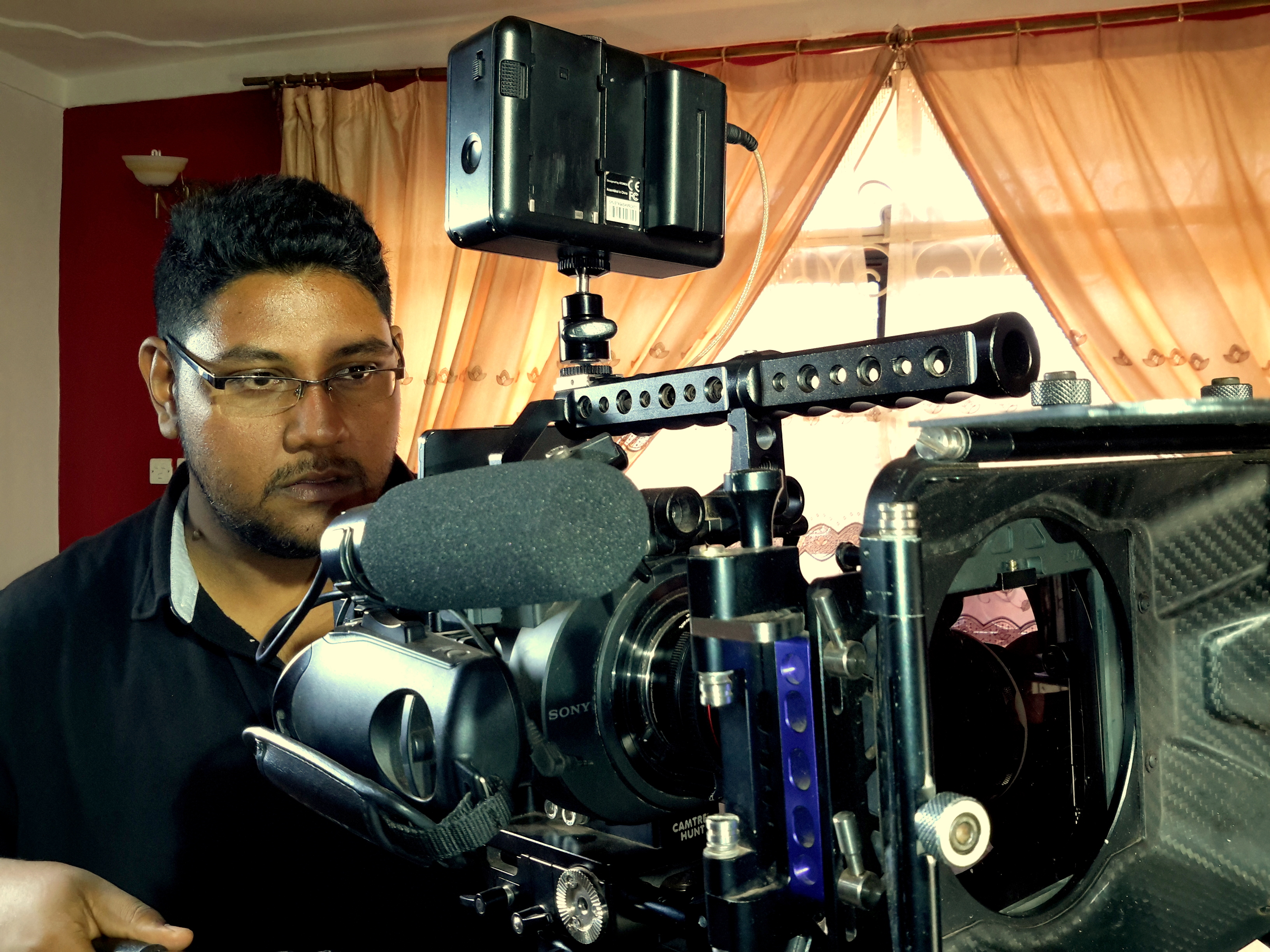
Jayant Maru, destacado cineasta ugandés

- Jayant Maru
- Matt Bish
- Ochwo Emmax
- Mariam Ndagire
- Moses Devoss
- Wakaliwood
- Devoss Media